# 盛锦
盛锦（1691年—1756年），字廷坚，又字青嵝，吴县（今江苏苏州）人。
康熙三十年（1691）出生，早年為诸生。与張永夫、黄子云、沈盘合称“灵岩四诗人”。乾隆二十一年（1756）卒，有《青嵝诗钞》。